# Michel Subor
Michel Subor, właśc. Mischa Subotzki (ur. 2 lutego 1935 w Paryżu, zm. 10 stycznia 2022 w Tuluzie) – francuski aktor.

## Życiorys
Urodził się we Francji w rodzinie antybolszewickich imigrantów ze Związku Radzieckiego. Jego ojciec był inżynierem w Moskwie, a jego matka urodziła się w Azerbejdżanie. Miał siostrę, która jako dorosła przeprowadziła się do Stanów Zjednoczonych.
Jego kariera aktorska rozpoczęła się od występu w komediach u boku Louisa de Funès – Frou-Frou (1955) w scenie w restauracji i Cygański kompan (Mon pote le gitan, 1959) jako Bruno Pittuiti, gitarzysta cygański, którego misją jest uwiedzenie bogatej młodej kobiety, a także w komediodramacie Marca Allégret Niedzielne spotkanie (Un drôle de dimanche, 1958) jako student kursu z Rogerem Haninem. Pierwszą główną rolą była postać lekarza Alaina Varniera w komedii erotycznej Rogera Vadima Kłopotliwa narzeczona (La Bride sur le cou, 1961) z Brigitte Bardot. W politycznym dramacie wojennym Jean-Luca Godarda Żołnierzyk (Le petit soldat, 1960), którego akcja rozgrywa się na tle aktów terrorystycznych we Francji i Szwajcarii podczas wojny algierskiej, zagrał najważniejszą wczesną rolę Brunona Forestiera, francuskiego dezertera w Genewie. Film był zakazany z powodu nasilenia cenzury filmowej podczas wojny algierskiej. Był narratorem w melodramacie François Truffauta Jules i Jim (Jules et Jim, 1962), jednym z najtrwalszych filmów francuskiej nowej fali.
Po występie w roli Rogera w dwóch dramatach André Cayatte Życie małżeńskie: Ona (Françoise ou La vie conjugale, 1964) i Życie małżeńskie: On (Jean-Marc ou La vie conjugale, 1964), znalazł się w obsadzie brytyjsko–amerykańskiej komedii Clive’a Donnera Co słychać, koteczku? (What’s New Pussycat?, 1965) jako Philippe, dreszczowca szpiegowskiego Alfreda Hitchcocka Topaz (1969) jako François Picard i brytyjsko–francuskiego dreszczowca szpiegowskiego Freda Zinnemanna Dzień Szakala (The Day of the Jackal, 1973) na podstawie powieści sensacyjnej Fredericka Forsytha jako drugi terrorysta OAS w samochodzie. W dramacie Claire Denis Piękna praca (Beau travail, 1999) wcielił się w rolę komendanta Bruno Forestiera. W dramacie Andrzeja Żuławskiego Wierność (La fidélité, 2000) został obsadzony w roli handlarza skandalisty Ruperta MacRoi, właściciela tabloidu „La Verite”.
Subor zginął w wypadku drogowym w Tuluzie 17 stycznia 2022 w wieku 86 lat.